# Sara Moreira

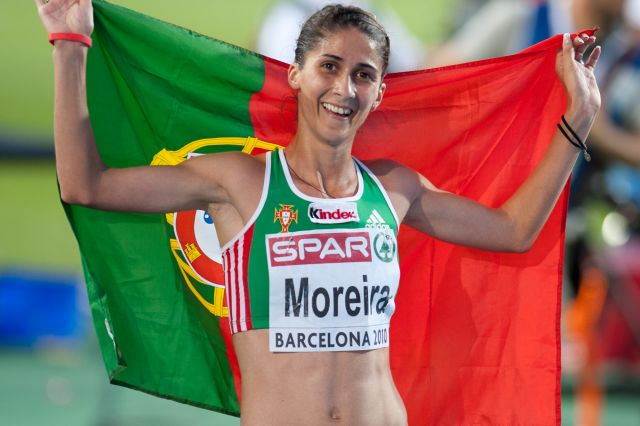
Sara Moreira bei den Leichtathletik-Europameisterschaften 2010

Sara Isabel Fonseca Moreira (* 17. Oktober 1985 in Roriz) ist eine portugiesische Hindernis- und Langstreckenläuferin.

## Leben
2007 wurde sie portugiesische Meisterin über 3000 Meter in der Halle und über 3000 Meter Hindernis im Freien. Bei den U23-Europameisterschaften errang sie 2007 auf der Hindernisstrecke die Bronzemedaille. Einen Monat später kam sie bei der Universiade auf den vierten Platz. Weitere zwei Wochen später erreichte sie bei den Weltmeisterschaften in Osaka das Finale und belegte den 13. Platz. 
2008 konnte sie ihre beiden Meistertitel verteidigen. In Neerpelt verbesserte sie sich im Juni 2008 auf 9:34,30 min auf der Hindernisstrecke. Bei den Olympischen Spielen in Peking kam sie bis auf neun Zehntelsekunden an ihre Bestzeit heran, schied aber als Zehnte ihres Vorlaufs aus. 
Im Jahr darauf wurde sie nationale Meisterin im 15-km-Straßenlauf und verbesserte sich über 3000 Meter bei den Halleneuropameisterschaften in Turin auf 8:48,18 min, womit sie die Silbermedaille hinter der Türkin Alemitu Bekele errang. Danach kam sie bei den Crosslauf-Weltmeisterschaften in Amman auf Rang 16 und gewann mit dem portugiesischen Team Bronze. Beim Great Manchester Run wurde sie Zweite, und bei den Weltmeisterschaften in Berlin wurde sie Zehnte über 5000 Meter, scheiterte aber über 3000 Meter Hindernis trotz persönlicher Bestzeit im Vorlauf.
2010 wurde sie Sechste bei den Hallenweltmeisterschaften in Doha über 3000 Meter, belegte bei den Crosslauf-Weltmeisterschaften in Bydgoszcz den 27. Platz und wurde Zweite beim Great Manchester Run. Bei den Europameisterschaften in Barcelona startete sie über 5000 und 10.000 Meter. Über 10.000 Meter hielt sie sich lange in der Spitzengruppe, erreichte aber nicht das Ziel, über 5000 Meter gewann sie zunächst die Bronzemedaille, nachdem die Siegerin nachträglich disqualifiziert und gesperrt worden war, die Silbermedaille. Beim Leichtathletik-Continental-Cup in Split wurde sie Siebte über 3000 Meter.
2011 wurde sie bei den Halleneuropameisterschaften in Paris Siebte über 1500 Meter, kam bei den Crosslauf-Weltmeisterschaften in Punta Umbría auf Rang 20, wurde Vierte beim Great Manchester Run. Über 3000 Meter Hindernis erreichte Moreira bei den Weltmeisterschaften in Daegu Platz zwölf, wurde jedoch des Dopings mit dem Stimulanzmittel Methylhexanamin überführt und für sechs Monate gesperrt.
Nach ihrer Dopingsperre gewann Moreira bei den Europameisterschaften 2012 in Helsinki die Bronzemedaille über 5000 Meter. Bei den Olympischen Spielen in London startete sie auf der 10.000-Meter-Strecke und erreichte Platz 14.
Im März 2013 gewann sie bei den Halleneuropameisterschaften 2013 im schwedischen Göteborg die Goldmedaille im 3000-Meter-Lauf. Bei den Europameisterschaften 2016 in Amsterdam gewann sie den dort erstmals statt des Marathons ausgetragenen Halbmarathonlauf.
Beim Marathon der Olympischen Sommerspiele 2020, der abweichend in Sapporo stattfand, kam sie nicht ins Ziel.
Sara Moreira ist 1,68 m groß und wiegt 48 kg. Sie wird von Pedro Ribeiro trainiert und startet für den Maratona Clube de Portugal.

## Persönliche Bestzeiten
- 1500 m: 4:07,11 min, 9. Juli 2010, Barcelona
  - Halle: 4:10,65 min, 4. März 2011, Paris
- 3000 m: 8:42,69 min, 9. Juni 2010, Huelva
  - Halle: 8:44,22 min, 13. Februar 2011, Karlsruhe
- 5000 m: 14:54,71 min, 1. August 2010, Barcelona
- 10.000 m: 31:16,44 min, 3. August 2012, London
- 10-km-Straßenlauf: 32:11 min, 15. Mai 2011, Manchester
- 15-km-Straßenlauf: 49:23 min, 18. Januar 2009, Mirandela
- Halbmarathon: 1:09:18 h, 22. März 2015, Lissabon
- 3000 m Hindernis: 9:28,64 min, 15. August 2009, Berlin
- Marathon: 2:25:59 h, 2. November 2014, New York